# Middlesbrough FC
Middlesbrough FC är en engelsk professionell fotbollsklubb i Middlesbrough, grundad 1876 av några cricketspelare från staden, som ligger strax söder om Sunderland och Newcastle upon Tyne. Klubben har sedan säsongen 2009/2010 spelat i Championship, med undantag för 2016/2017 då man hade en ettårig sejour i Premier League.

## Historia
De var till en början amatörer men blev 1889 en professionell klubb. Tre år senare återgick de till amatörfotboll och vann bland annat FA:s amatörcup två gånger. 1899 blev klubben åter professionell och blev medlem av The Football League, där de har spelat sedan dess. 1913 kom den bästa ligaplaceringen genom tiderna med en tredjeplats.

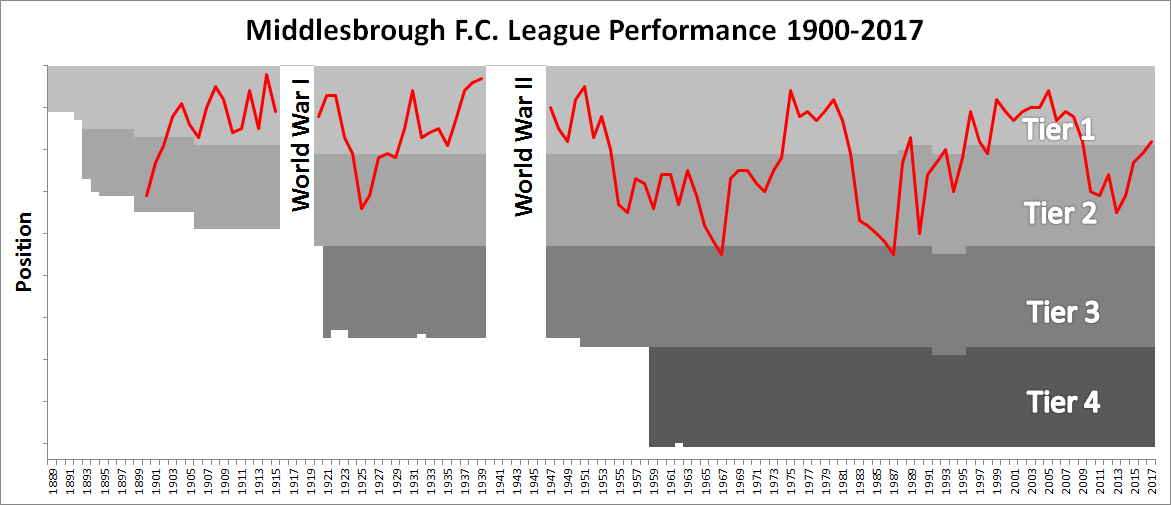
Klubbens ligaplaceringar från och med 1900.

Middlesbrough har endast två större titlar sedan grundandet – 1975 vann laget den Anglo-skotska cupen och 2004 vann de Engelska Ligacupen. 2006 gick de till final i Uefacupen, där det blev förlust mot Sevilla med 0-4.
Klubben har spelat sammanlagt 14 säsonger i Premier League, men säsongen 2008/09 åkte Middlesbrough ned i den näst högsta divisionen, The Championship. Sejouren i The Championship varade till den 7 maj 2016 då man säkrade uppflyttning i seriens sista omgång. Den sista och avgörande matchen var hemmamötet mot Brighton & Hove Albion. Båda lagen hade möjlighet att säkra uppflyttning inför matchen men för Middlesbrough räckte ett oavgjort resultat för att avancera. Matchen slutade 1-1 och Middlesbroughs mål gjordes av Cristian Stuani. Vistelsen i Premier League blev dock kortvarig då säsongen 2016/2017 slutade i en 19:e plats och nedflyttning.

## Meriter
- Football League Division 2: 1926/27, 1928/29, 1973/74, 1994/95
- Football League Cup: 2003/04
- Anglo-Scottish Cup: 1974/75
- FA-Cupen: Final 1996/97
- UEFA-cupen: Final 2005/06
- Northern League: 1893/94, 1894/95, 1896/97
- FA Amateur Cup: 1894/95, 1897/98

## Spelare

### Spelartrupp
| 1  | Senegal    | Seny Dieng  | 23 november 1994 | Queens Park Rangers (-23) |
| 23 | Australien | Tom Glover  | 24 december 1997 | Melbourne City (-23)      |
| 31 | England    | Sol Brynn   | 30 oktober 2000  | Middlesbrough FC          |
| 41 | Skottland  | Shea Connor | 30 oktober 2005  | Middlesbrough FC          |

| 2  | England      | Callum Brittain  | 12 mars 1998      | Blackburn Rovers (-25) |
| 5  | England      | Alfie Jones      | 7 oktober 1997    | Hull City (-25)        |
| 6  | England      | Dael Fry         | 30 augusti 1997   | Middlesbrough FC       |
| 12 | England      | Luke Ayling      | 25 augusti 1991   | Leeds United (-24)     |
| 24 | Sierra Leone | Alex Bangura     | 13 juli 1999      | Cambuur (-23)          |
| 25 | England      | George Edmundson | 15 augusti 1997   | Ipswich Town (-25)     |
| 26 | Irland       | Darragh Lenihan  | 16 mars 1994      | Blackburn Rovers (-22) |
| 30 | Brasilien    | Neto Borges      | 13 september 1996 | Clermont (-24)         |
| 40 | England      | George McCormick | 12 januari 2005   | Middlesbrough FC       |

| 4  | England         | Daniel Barlaser | 18 januari 1997  | Rotherham United (-23)       |
| 7  | England         | Hayden Hackney  | 26 juni 2002     | Middlesbrough FC             |
| 8  | Australien      | Riley McGree    | 2 november 1998  | Charlotte FC (-22)           |
| 10 | Surinam         | Delano Burgzorg | 7 november 1998  | Mainz 05 (-24)               |
| 17 | England         | Micah Hamilton  | 13 november 2003 | Manchester City (-24)        |
| 18 | USA             | Aidan Morris    | 16 november 2001 | Columbus Crew (-24)          |
| 20 | Irland          | Finn Azaz       | 7 september 2000 | Aston Villa (-24)            |
| 22 | Australien      | Samuel Silvera  | 25 oktober 2000  | Central Coast Mariners (-23) |
| 28 | England         | Law McCabe      | 16 januari 2006  | Middlesbrough FC             |
| 42 | Elfenbenskusten | Abdoulaye Kanté | 9 juli 2005      | Middlesbrough FC             |

| 9  | Skottland     | Tommy Conway     | 6 augusti 2002   | Bristol City (-24)    |
| 11 | England       | Morgan Whittaker | 7 januari 2001   | Plymouth Argyle (-25) |
| 14 | Irland        | Alex Gilbert     | 28 december 2001 | Brentford (-23)       |
| 21 | Finland       | Marcus Forss     | 18 juni 1999     | Brentford (-22)       |
| 39 | England       | Sonny Finch      | 5 augusti 2005   | Middlesbrough FC      |
| -  | Nederländerna | Sontje Hansen    | 18 maj 2002      | NEC (-25)             |

Not: Spelare i kursiv stil är inlånade.

### Utlånade spelare
| Nr | Land    | Pos | Namn                                        |
| -- | ------- | --- | ------------------------------------------- |
| 27 | Danmark | F   | Lukas Engel (i Cincinnati till 31 maj 2026) |

| Nr | Land | Pos | Namn |
| -- | ---- | --- | ---- |

### Vinnare av årets spelare
| År   | Vinnare                   |
| ---- | ------------------------- |
| 1966 | Gordon Jones              |
| 1968 | Dickie Rooks              |
| 1969 | Dickie Rooks              |
| 1970 | George Smith              |
| 1971 | Gordon Jones              |
| 1972 | Jim Platt och Stuart Boam |
| 1973 | Willie Maddren            |
| 1974 | Graeme Souness            |
| 1978 | Stan Cummins              |
| 1979 | Stuart Boam               |
| 1980 | David Armstrong           |
| 1981 | Jim Platt                 |

| År   | Vinnare           |
| ---- | ----------------- |
| 1985 | Tony Mowbray      |
| 1986 | Tony Mowbray      |
| 1991 | Ian Baird         |
| 1997 | Juninho           |
| 1999 | Hámilton Ricard   |
| 2002 | Gareth Southgate  |
| 2004 | George Boateng    |
| 2005 | Stewart Downing   |
| 2006 | Yakubu            |
| 2007 | Jonathan Woodgate |
| 2008 | David Wheater     |
| 2009 | Tuncay Şanlı      |

| År   | Vinnare         |
| ---- | --------------- |
| 2010 | Barry Robson    |
| 2011 | Joe Bennett     |
| 2012 | Barry Robson    |
| 2013 | Jason Steele    |
| 2014 | George Friend   |
| 2015 | George Friend   |
| 2016 | Adam Clayton    |
| 2017 | Ben Gibson      |
| 2018 | Adama Traoré    |
| 2019 | Darren Randolph |

### Tidigare profiler
- Brian Clough
- Brian Deane
- Paul Ince
- Jimmy Floyd Hasselbaink
- Graeme Souness
- Gareth Southgate
- Gaizka Mendieta
- Juninho Paulista
- Bernie Slaven
- Paul Gascoigne
- Tony Mowbray
- Fabrizio Ravanelli
- Bryan Robson